# ويليام جاي لين الثالث
ويليام جاي لين الثالث (بالإنجليزية: William J. Lynn III)‏ هو عضو مجموعة ضغط أمريكي، ولد في 1954 في كي ويست في الولايات المتحدة.